# Hexatoma vidua
Hexatoma vidua är en tvåvingeart som beskrevs av Alexander 1937. Hexatoma vidua ingår i släktet Hexatoma och familjen småharkrankar. Inga underarter finns listade i Catalogue of Life.